# Jehuda Schenhaw
Jehuda Schenhaw, hebräisch יהודה שנהב, auch Jehuda Schenhaw Schaharbani, übliche internationale Schreibung Yehouda Shenhav; (* 26. Februar 1952 in Be’er Scheva) ist ein israelischer Soziologe, Vertreter der Kritischen Theorie, Professor an der Universität Tel Aviv und einer der Gründer des Demokratischen Mizrachi-Regenbogens.

## Leben
Schenhaws Vater war im israelischen Geheimdienst tätig. Als Jehuda drei Jahre alt war, siedelte die Familie nach Tel Aviv über, und als er zehn Jahre alt war, nach Petach Tikwa. Er absolvierte seinen Bachelor in Soziologie an der Universität Tel Aviv und später an der Stanford University, wo er 1985 den Doktortitel erhielt.
Außer seiner Professur an der Universität Tel Aviv unterrichtete Schenhaw auch an verschiedenen Universitäten in den USA. Seit 2000 ist er der Herausgeber von Theorie und Kritik, und seit 2003 einer der Herausgeber von Organizational studies.
Sein Nachname Schenhaw ist das hebräische Wort für Elfenbein und klingt an den ursprünglichen irakischen Familiennamen Schaharbani (nach dem Ort Schahraban, heute Al-Mukdadija) an.

## Politische Aktivität
Im Jahre 1996 gründete er zusammen mit Wiki Schiran, Jossi Dahan, Pnina Motzafi-Haller und anderen den Demokratischen Mizrachi-Regenbogen. Zwei sehr verschiedene Haltungen halfen dabei: Die einen dachten, dass der israelisch-palästinensische Konflikt zu einem Ende ginge und man jetzt über die anderen gesellschaftlichen Probleme sprechen könne, die andern dachten, dass der israelisch-palästinensische Konflikt im Zentrum steht und man die andern gesellschaftlichen Probleme nicht vernachlässigen dürfe.
In einem Artikel Ende 1996 schrieb er, die aschkenasische intellektuelle Elite habe kein Problem, das Unrecht zu anerkennen, das Israel den Palästinensern angetan habe, weil es ihre Position innerhalb der israelischen Gesellschaft nicht gefährde. Wenn jedoch das Unrecht, das die aschkenasisch dominierte israelische Gesellschaft an den Mizrachim begangen habe, anerkannt würde, würde dies die Hierarchie in der israelischen Gesellschaft ins Wanken bringen.
Die Identitätspolitik des Regenbogens wird von verschiedenen Seiten kritisiert.
Schenhaw spricht sich Im Nahostkonflikt für eine Einstaatenregelung aus. Er hebt hervor, dass bei dem Zweistaatenansatz, der auf die Besatzung von 1967 fußt, das Unrecht während des Krieges von 1948 ungenügend berücksichtigt werde. Zudem würde eine Räumung der Siedlungen neues Unrecht begründen. Für die Einstaatenlösung schlägt Schenhah ein konkordanzdemokratisches System vor. Wesentlich ist hierbei ein gemeinsames israelisch-palästinensisches Verfassungsrecht.

## Soziologie

### Rationalität und Bürokratie
Schenhaw widersprach in seinem 1999 in der Oxford University Press erschienenen Buch Manufacturing rationality, der Auffassung von Bürokratie von Max Weber. Er behauptete, dieses System sei nicht unbedingt genau und effizient, sondern kultur-, gesellschafts- und wirtschaftsabhängig. Er zeigte, wie die Ideologie, die Frederick Winslow Taylor entwickelte, dazu geeignet war, die Macht der Geschäftsführer nicht nur gegenüber den Arbeitern, sondern auch gegenüber den Kapitalisten zu vergrößern.

### Stratifikation und Ethnie
Im Jahr 2006 erschien Schenhaws Buch The Arab Jews – A Postcolonial Reading of Nationalism, Religion, and Ethnicity. Darin behandelt Schenhaw die beiden großen Themen der arabischen Juden in Israel und der palästinensischen Flüchtlinge im Zusammenhang, womit er der gängigen Absonderung der beiden Themen entgegenarbeitet. Er analysiert, wie die beiden Themen vonseiten der aschkenasischen Elite voneinander abgeschnitten wurden.

### Postkolonialismus und Multikulturalismus
Schenhaw beschreibt die Begegnung der Aschkenasen mit den einheimischen Arabern und den arabischen Juden als eine koloniale Begegnung. Er gab Texte von Frantz Fanon, Homi K. Bhabha und Edward Said heraus. Sein Programm, die israelische Gesellschaft soll eine multikulturelle werden, beinhaltet feministische, postkoloniale und postmoderne Aspekte. Identität ist hier ein fließender und dynamischer Begriff.

## Bücher
- Yehouda Shenhav: Manufacturing rationality. Oxford University Press, Oxford 1999 (englisch), ISBN 0-19-829630-4
- Yehouda Shenhav: The Arab Jews. A postcolonial reading of nationalism, religion, and ethnicity. Stanford University Press, Stanford 2006 (englisch), Übers. aus d. Hebr., ISBN 0-8047-5296-6
- Yehouda Shenhav: Beyond the two-state solution. A Jewish political essay. Polity Press, Cambridge 2012 (englisch), ISBN 978-0-7456-6028-8
- Elias Houri: Jalde ha-geto. Schmi Adam (Die Kinder des Ghettos. Meine Name ist Adam). Olam chadasch, Tel Aviv 2018 (hebräisch), aus d. Arab. v. J. Schenhaw Schaharbani, ISBN 9789657653524